# Dudy (województwo mazowieckie)
Dudy – wieś w Polsce położona w województwie mazowieckim, w powiecie ostrowskim, w gminie Ostrów Mazowiecka. 
W latach 1925–1954 w granicach Ostrowi Mazowieckiej.
W latach 1975–1998 miejscowość administracyjnie należała do województwa ostrołęckiego.
Przez pewien czas należała do wsi Kuskowizna. Samodzielną wsią miejscowość została ponownie 1 stycznia 2013.
Wierni kościoła rzymskokatolickiego należą do parafii Chrystusa Dobrego Pasterza w Ostrowi Mazowieckiej.